# Les Angles (Gard)
Les Angles település Franciaországban, Gard megyében. Lakosainak száma 8694 fő (2022. január 1.). Les Angles Barbentane, Aramon, Rochefort-du-Gard, Saze, Villeneuve-lès-Avignon és Avignon községekkel határos.

## Népesség
A település népességének változása:
| Lakosok száma | 3505 | 5570 | 6838 | 8115 | 8362 | 8425 | 8349 | 8476 | 8507 | 8694 |
|               | 1968 | 1982 | 1990 | 2006 | 2013 | 2015 | 2017 | 2019 | 2020 | 2022 |